# Karl-Heinz Joseph
Karl-Heinz Joseph (* 14. September 1954 in Kaiserslautern; † 6. Mai 2007) war ein deutscher Politiker (SPD).

## Leben und Beruf
Nach dem Abitur 1974 am Humanistischen Gymnasium in Kaiserslautern studierte Joseph Rechts- und Staatswissenschaften an der Universität Würzburg. Nach der zweiten juristischen Staatsprüfung 1986 war er bis 1991 als Rechtsanwalt in Miltenberg tätig. Am 6. Mai 2007 erlag er einem Herzinfarkt. Karl-Heinz Joseph war verheiratet und hatte ein Kind.

## Politik
Von 1978 bis 1991 war Joseph Vorsitzender der SPD Walldürn. 1980 wurde er in den Walldürner Gemeinderat (bis 1991) und 1984 in den Kreistag des Neckar-Odenwald-Kreises gewählt. 1989–2005 war er Mitglied der Verbandsversammlung der Region Rhein-Neckar-Odenwald. Ab 1991 war Joseph Bürgermeister von Walldürn. 2006 wurde er zusätzlich in den Landtag von Baden-Württemberg gewählt, er vertrat dort bis zu seinem Tod über ein Zweitmandat den Wahlkreis 38 (Neckar-Odenwald). Für ihn rückte Georg Nelius in den Landtag nach. Die Stadt Walldürn benannte 2008 einen neu geschaffenen Platz vor dem Bahnhof nach ihm.